# Злинка
Злинка (на руски: Злы̀нка) е град в Русия, административен център на Злиновски район, Брянска област. Населението на града през 2010 година е 5524 души.

## История
Селището е основнао през 1702 година, през 1925 година получава статут на град.

## Географска характеристика
Градът е разположен по брега на река Злинка. Намира се на 225 км югозападно от Брянск близо до границата с Беларус.